# Нефтегазовое месторождение Жолдыбай
Нефтегазовое месторождение Жолдыбай — нефтегазовое месторождение в Макатском районе Атырауской области, в 18 км к северо-востоку от ж.-д. станции Макат и в 160 км к северо-востоку от областного центра г. Атырау. Геолого-геофизические работы проводились в 1932—1947 годах; геолого-разведочные работы начались в 1941 году (и длились до 1947 года), и в этом же году при опробовании скважины № 1 было открыто месторождение. Эксплуатация продолжалась до 1955 года, когда месторождение было законсервировано (за это время было добыто всего лишь 55 тысяч тонн нефти).
Текущий недропользователь — ТОО «Тандай Петролеум».
Постановлением Правительства Республики Казахстан от 31 октября 2015 года № 877 «О внесении дополнений в постановление Правительства Республики Казахстан от 18 июня 2014 года № 673 „Об утверждении перечня месторождений (группы месторождений, части месторождения) углеводородного сырья, относимых к категории низкорентабельных, высоковязких, обводненных, малодебетных и выработанных“» отнесено к категории низкорентабельных, высоковязких, обводненных, малодебетных и выработанных.

## Геология
В тектоническом отношении представляет собой соляной купол, вытянутый в северо-восточном направлении. Минимальная глубина залегания соленосных пород −400 м. Структура разделена грабеном на два крыла: северо-восточное и юго-западное. Опущенное северо-восточное крыло в структурном плане представляет собой антиклинальную складку северо-западного простирания, ограниченную сбросом грабена на юго-западе и юге. В надсолевом комплексе пород, вскрытых на глубине 720—750 м и представленных отложениями средней юры и мела, установлены две нефтяные залежи, приуроченных к породам средней юры (I-J2 (высота 22 м, залежь пластовая, тектонически и литологически экранированная), II-J2 (высота 10 м, пластовая, тектонически экранированная)). Коэффициенты нефтенасыщенности 0,65. Водонефтяной контакт установлен на отметках −540 м и −560 м. Коллекторы терригенные, поровые с открытой пористостью 29 %. Общая мощность продуктивных горизонтов 7 м, эффективная 6 м и 5 м, нефтенасыщенная 6 м и 4,7 м. Дебит нефти в верхнем горизонте (I-J2) 20 м³/сут, в нижнем (II-J2) — 5 м³/сут. Плотность 0,8921 г/см: нефть малосернистая (0,2 %), малопарафинистая (0,68 %), высокосмолистая (18 %). Подошвенные воды — крепкие рассолы хлоркальциевого типа, плотностью 1153 кг/м³ и общей минерализацией 177 г/л. Режим работы залежей водонапорный.
Общие геологические запасы месторождения — около 1,5 миллиона тонн нефти, извлекаемые — 297 тысяч тонн. Добывающий фонд — 12 скважин, есть 4 нагнетательные скважины. По состоянию на 1 января в 2013 года обводнённость месторождения составляет 89,4 %.